# Pennyweight
Pennyweight (deutsch: Pfenniggewicht) ist eine nicht SI-konforme Maßeinheit der Masse. Sie stammt aus dem angloamerikanischen Maßsystem (Troy oder Apothecaries’ Weight), das Einheitenzeichen ist dwt.
1 dwt. = 24 gr. = 1,55517384 Gramm
1 troy pound = 12 oz.tr. = 240 dwt. = 5760 gr. = 373,2417216 Gramm
1 Pound Sterling = 20 Shilling = 240 Pence
Ursprünglich wurden aus einem Pfund Silber 240 Penny-Münzen geprägt. Die Ein-Penny-Münze wog deshalb genau ein Pennyweight. Die Abkürzung dwt ergab sich aus der Tatsache, dass die Abkürzung für Penny ein  d war.